# Thomisus albertianus verrucosus
Thomisus albertianus là một phân loài nhện trong họ Thomisidae.
Loài này thuộc chi Thomisus. Thomisus albertianus verrucosus được miêu tả năm 1957 bởi Comellini.